# АОН Център
АОН Център – е един от най-високите небостъргачи в света. Построен е в Чикаго, по проект на архитекта Едуард Дюрел Стоун през 1972 година. Състои се от 83 етажа и има височина 346,3 метра. Той е втората по височина сграда в Чикаго, след Сиърс Тауър и е трети по височина в САЩ.
Веднага след построяването е обявен за най-високата сграда в света с мраморна облицовка. Само след няколко години, вследствие на ерозията от климатичните условия, покритието започва да се руши и е свалено.
През 1990 година облицовката е изцяло обновена, този път с бял гранит, чиято стойност достига почти половината от парите, вложени в строителството на сградата. Небостъргачът е снабден със специални стоманени ферми с V-образна форма, поставени с цел противодействие на земетресения, пориви на вятъра и др.
Зданието е собственост предимно на американската застрахователна и презастрахователна компания – АОН Корпорейшън (Aon Corporation), с обща заемана площ – 47 852 м2 (20,60 %). Освен тази сграда, „АОН Корпорейшън“ притежава и сградата АОН Център (Лос Анджелис).

## Други собственици
- Бритиш Петролиум
- Къркланд & Елис
- Ди Ди Би Чикаго
- Джоунс Ланг ЛаСейл
- Даниел Еделман Инкорпорейшън